# Neukrug (Lychen)
Neukrug war ein Wohnplatz im Ortsteil Retzow der Stadt Lychen im Landkreis Uckermark (Brandenburg). Die kleine Siedlung wurde 1772 aufgebaut und 1905 aufgegeben. Die Gebäude wurden abgerissen.

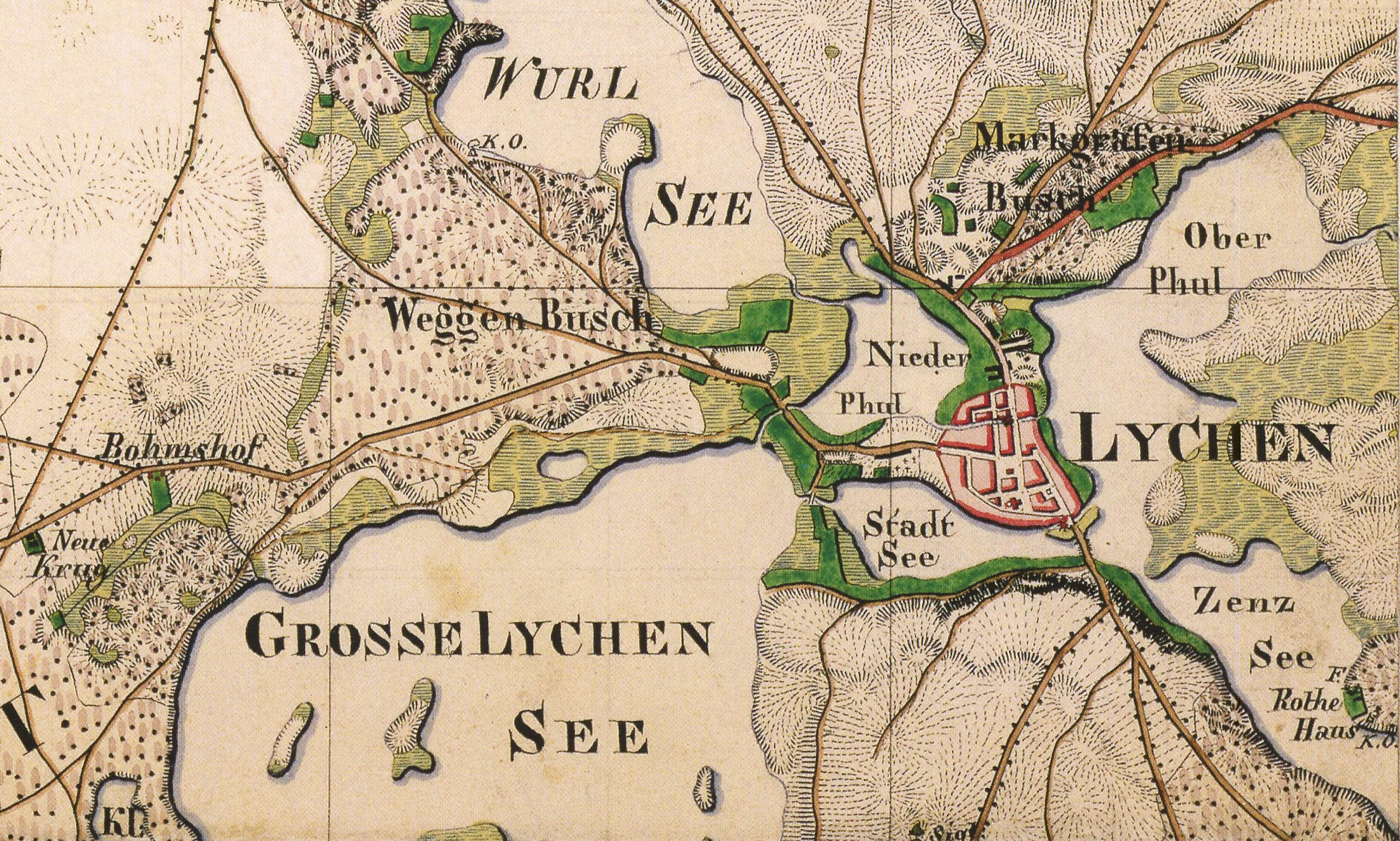
Lychen und Umgebung auf dem Urmesstischblatt 2745 Lychen von 1825

## Lage
Der Wohnplatz Neukrug lag knapp 2,5 Kilometer Luftlinie westlich der Altstadt von Lychen an der L 15 Richtung Fürstenberg/Havel und ca. 500 Meter südwestlich des heutigen Wohnplatzes Bohmshof. Er lag auf etwa 67 m ü. NHN.

## Geschichte
1772 erhielt der Mühlenmeister Paetow von der Lychenschen Mühle Bauholz zum Bau eines Büdnerdoppelhauses für zwei ausländische Kolonisten an der Straße von Lychen nach Fürstenberg. Das Land gehörte zum Verwaltungsgebiet des Amtes Badingen bzw. nach 1815 zum Amt Zehdenick. 1775 wohnten dort zwei Büdner- oder Einliegerfamilien. 1795 hieß die Siedlung auch Lychenscher Krug oder Krug bei Retzow. 1800 brannte das Anwesen ab, wurde aber schnell wieder aufgebaut.
1830 war der Besitzer von Neukrug Johann Friedrich Christian Sctorben, und das Etablissement Neukrug wurde öffentlich versteigert. Das Anwesen bestand damals aus Wohnhaus, Scheune und Stallgebäuden sowie 9 Morgen und 83 Quadratruten Acker und Gärten sowie 4 Morgen Wiesen. Er hatte die Forstweideberechtigung für zwei Kühe. Ihm gehörte noch ein ein Morgen 67 Quadratruten großes Grundstück in Rutenberg. Das Anwesen und das Grundstück waren gerichtlich auf 599 Taler, 16 Groschen und 11,5 Pfennige taxiert worden.
1852 gehörte das Etablissement Neukrug zum Gut Himmelpfort und damit zum Amt Zehdenick. 1860 stand in Neukrug ein Wohnhaus und ein Wirtschaftsgebäude, mit 25 Bewohnern. 1867 wohnten zwei Familien in dem einen Wohnhaus; es sind 22 Einwohner angegeben. 1905 wurde das Etablissement Neukrug abgebrochen.

## Kommunale Geschichte
Bei der Gründung von Neukrug war das Gut ein selbständiges Etablissement. Die Polizeigewalt wurde 1838 vom Magistrat der Stadt Lychen ausgeübt. 1871 wurde Neukrug noch unter den nicht incommunalisierten Wohnplätzen aufgeführt. Bis 1874 war Neukrug dem Gutsbezirk Sähle angegliedert worden. Mit der Bildung der Amtsbezirke in der Provinz Brandenburg 1874 wurde der Gutsbezirk Sähle (mit Neukrug und Bohmshof) dem Amtsbezirk 21 Himmelpfort des Kreises Templin zugewiesen. Zum Amtsvorsteher wurde der Gutsbesitzer Julius Leopold Eyssenhardt in Ravensbrück (bzw. wohnhaft in Lichtenberg bei Berlin), zu seinem Stellvertreter der Gutsbesitzer und Leutnant Baer auf Neuthymen bestimmt.
Vor 1897 wurde der Gutsbezirk Sähle (mit dem Etablissement Neukrug) mit dem Forstgutsbezirk Neuthymen vereinigt. 1905 wurde Neukrug aus bisher nicht bekannten Gründen abgebrochen.